# Avydivka
Avydivka  (ucraniano: Авидівка) es una localidad del Raión de Bilhorod-Dnistrovskyi en el Óblast de Odesa de Ucrania. Según el censo de 2001, tiene una población de 228 habitantes.